# 山形盆地

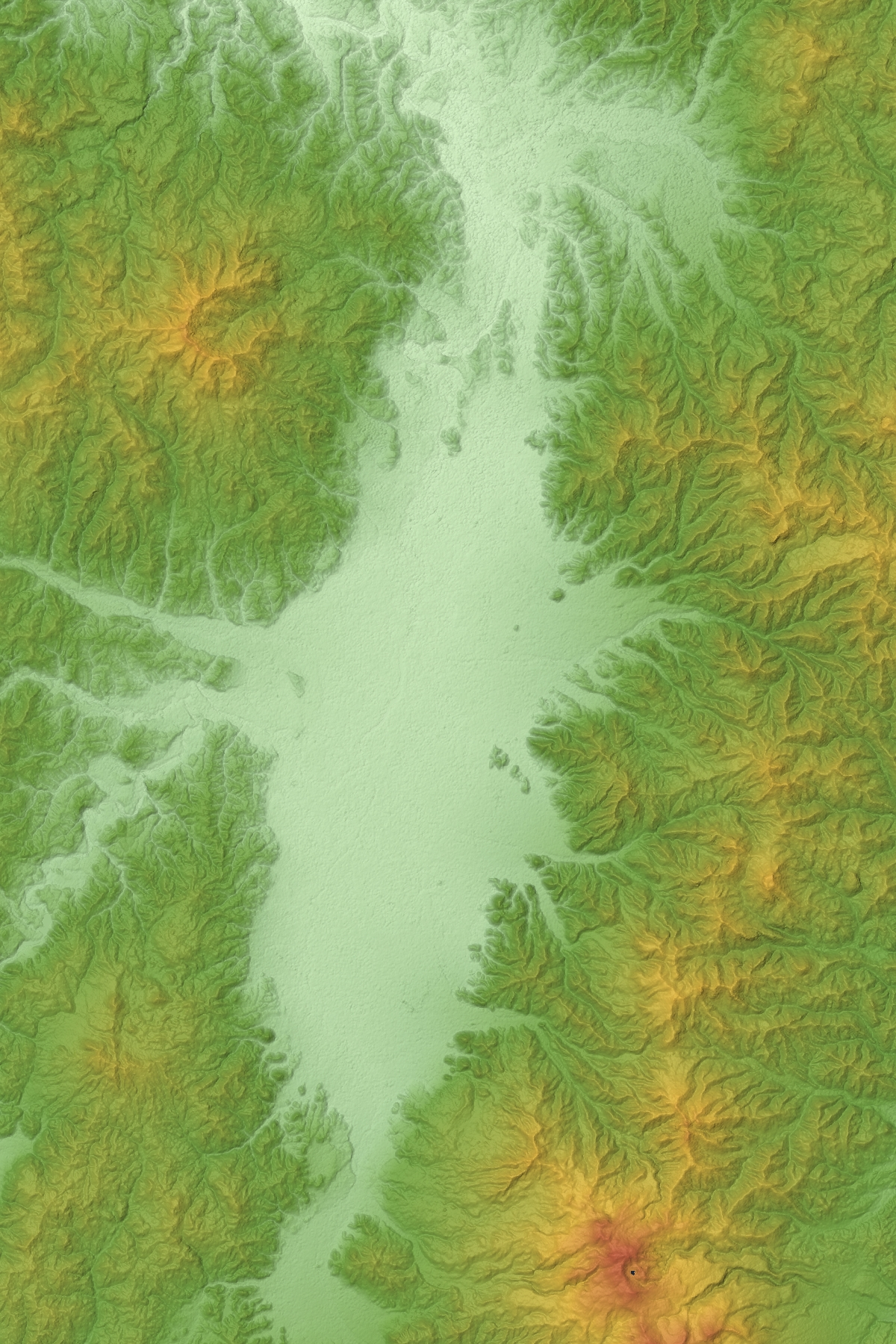
山形盆地の地形図

山形盆地（やまがたぼんち）は、山形県の東部に位置する盆地。村山盆地（むらやまぼんち）とも呼ばれる。

## 地形
山形盆地は地殻変動によって形成された構造盆地で、東西10 - 20キロメートル、南北40キロメートルの南北方向に長い盆地で、中心部を最上川が流れる。最上川は、中流部分で西南方向から盆地に入り、盆地南部から弧を描いて北上する須川と合流し、盆地内を北進する。北進する最上川の東側から、馬見ヶ崎川、立谷川、乱川が、西側から寒河江川が流れ込み、それぞれの流入河川が、扇状地を発達させている。盆地特有の内陸性気候となっており、夏・冬で気温差が非常に激しい。周辺は、東に奥羽山脈、西は朝日山地に囲まれている。南には上山盆地、米沢盆地、北には尾花沢盆地、新庄盆地など、大小の盆地が続いている。

## 産業
山形盆地の扇状地や自然堤防では果樹栽培が盛んで、サクランボやブドウ、セイヨウナシ（ラ・フランス）、リンゴなどが生産される。
また、山形県の4つの地方のうちのひとつである村山地方の主要な盆地で、県全体の経済活動の中心である。山形市を中心として、盆地の中南部に広がる山形都市圏がある。

## 交通
- 山形道は横断、東北中央道は縦断。
- 奥羽本線と山形新幹線が縦断し、それを中心に仙山線が東へ、左沢線が西へ走っている。
- 山形空港が中央にある。

## 山形盆地断層帯
山形盆地を南北に貫く活断層。長さ約60キロメートルで、平均的な活動周期はおよそ3,000年。過去1万年前の間に、少なくとも3回は活動した可能性がある。将来の地震発生の予測では、今後30年以内にマグニチュード7.8程度の地震が発生する確率は、0 - 7％と比較的高い水準で、Sランクの断層となっている。この地震が発生した場合、山形盆地を含む山形県内陸部全域が、震度6強の揺れに見舞われると予測されている。